# Quartier Sainte-Anne - Wilson à Reims

Les douze conseils de quartiers de Reims.
Barbâtre - Saint-Remi - Verrerie
Bois d'Amour - Porte de Paris - Courlancy
Centre-ville
Tunisie - Coutures - Épinettes
Clairmarais - Charles Arnould
Châtillons
Chemin Vert - Europe
Croix-Rouge - Croix du Sud
La Neuvillette - Trois-Fontaines
Laon Zola - Neufchâtel - Orgeval
Sainte-Anne - Wilson
Murigny

Le quartier ou plutôt la division administrative actuelle, réunie dans un même Conseil de quartier Sainte-Anne - Wilson - Hopital se situe au Sud-Ouest de Reims (en orange sur le plan de situation).

## Situation

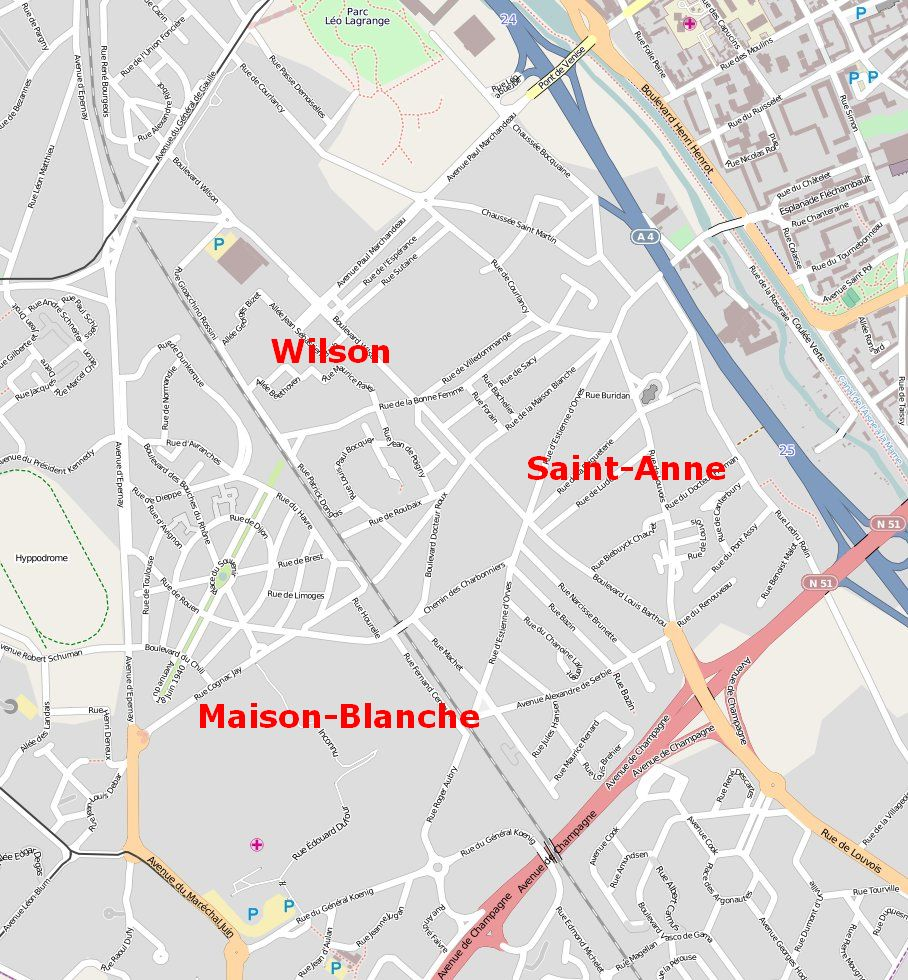
3 zones distinctes

Situé au sud-ouest de Reims, cet ensemble se décompose en trois quartiers distincts du point de vue historique et de l'habitat : Maison-Blanche, Sainte-Anne et Wilson qui faisaient partie de l'ancien 3e canton historique et du secteur dit transVesle.

## Données chiffrées
Statistiques démographiques, économiques…
- Le contrat urbain de cohésion sociale de Reims[1], signé le 1er février 2007, indique :
  - Wilson (quartier prioritaire), 6156 personnes, en intégrant les îlots sensibles de la "Case Fayère" (Chanoine Lallement, Canterbury, Louis Bréhier) est classé en catégorie 1[note 1].

## Description / Urbanisme
L'habitat, les couches sociales, logement social/privé, commercial/résidentiel, immeubles/pavillons, etc. avec photos

### Maison-Blanche, Hopital

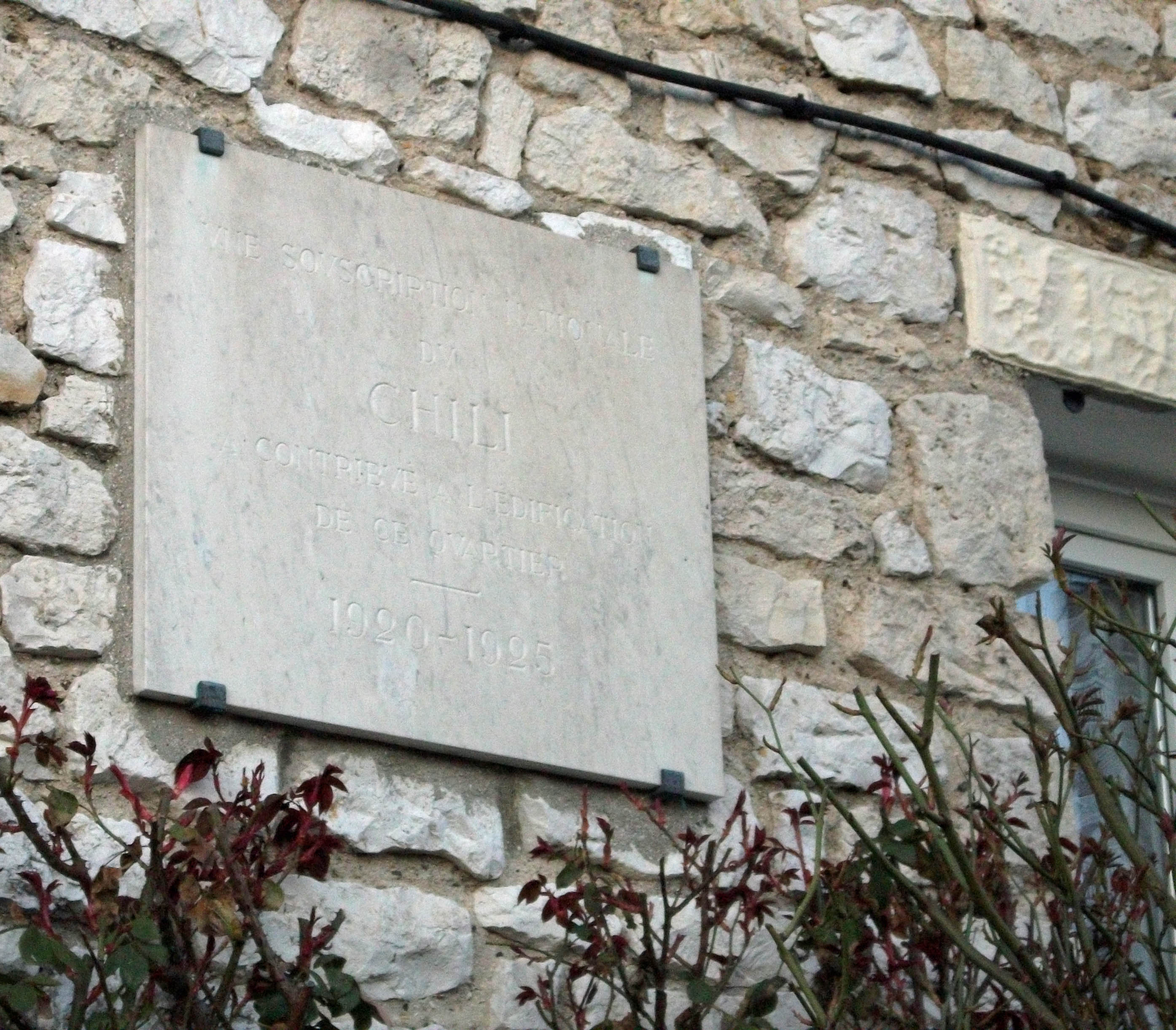
plaque de l'aide du CHili.

L'origine du nom viendrait de la couleur du relais de poste qui se situait en haut d'une cote en venant d'Épernay, au niveau de la chaise au plafond ; le cocher annonçant maison blanche ! [réf. souhaitée].

#### Maison-Blanche (quartier pavillonnaire et chu) (1930)
Le Foyer Rémois, dès 1911, commença à Reims l’édification de logements destinés aux familles ouvrières et nombreuses.
La ville de Reims est détruite à 80 % durant la Première Guerre mondiale. La municipalité élue en novembre 1919 et son maire Charles Roche font appel à George Burdett Ford. Celui-ci élabore un plan de reconstruction ambitieux, le plan "Ford" retenu par le conseil municipal, le 5 février 1919, et qui prévoit de créer une douzaine de cités-jardins, reliées entre elles par une ceinture verte de parcs destinés à séparer les quartiers d'habitation des zones industrielles. Ces cités-jardins sont organisées en villages. Pour accorder les mêmes subventions qu'au Foyer Rémois à un organisme public, la municipalité crée l'Office Public d'habitation à bon marché, devenu OPHLM, qui entreprit, à la fin des années 1920, la construction de 600 logements dans le quartier Maison-Blanche. Elles permirent de résoudre le difficile problème du logement à la suite de la guerre de 1914-1918. Les noms des rues du quartier ont été donnés en hommage aux Villes de France et États qui ont contribué financièrement à la reconstruction de Reims : rue de Rouen, de Dunkerque, d'Avignon, du Havre, Boulevard du Chili, entre autres. L'architecture basco-landaise est caractéristique des pavillons les plus anciens de la cité Maison-Blanche, organisée autour de la place du Souvenir. La moitié seulement du plan initial est réalisée. L'architecte Edmond Herbé.
À l'instar de la Maison Commune du Chemin vert et sous l'impulsion d'Henri Lamiral (1913-2007), fut créée, la Commune Libre de Maison-Blanche, et la Maison pour Tous dès 1950, devenue MJC, aujourd'hui Maison de Quartier Maison-Blanche, située, place du Souvenir à son origine dans des baraquements.
Henri Lamiral a su fédérer activement son quartier sur le plan social, culturel et sportif. Il a créé l’Étoile Gymnique et les Aides Ménagères Rémoises (1957), association parmi les toutes premières à promouvoir l’idée du maintien à domicile des personnes âgées. Une allée porte son nom dans le quartier depuis 2007.

#### Maison-Blanche en images

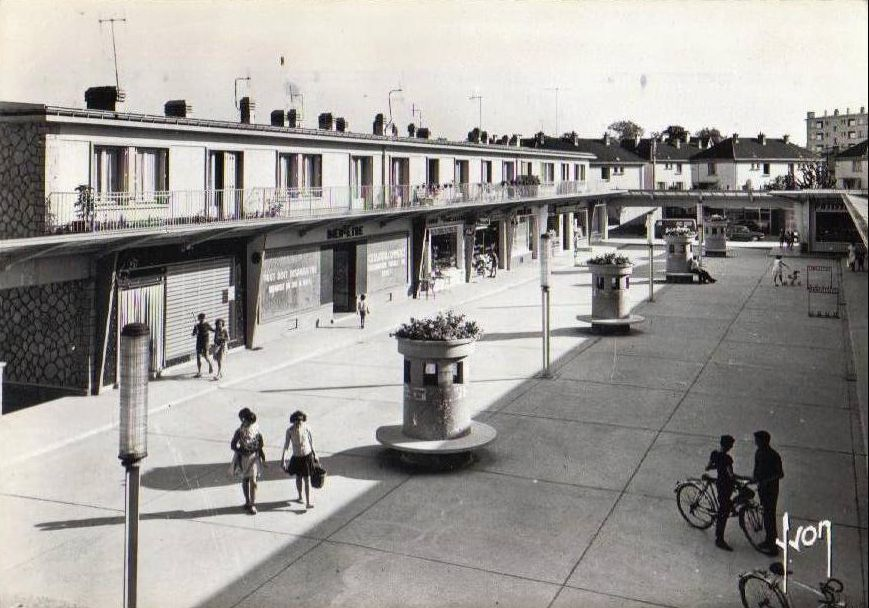
Centre commercial Place de Lisieux en 1960
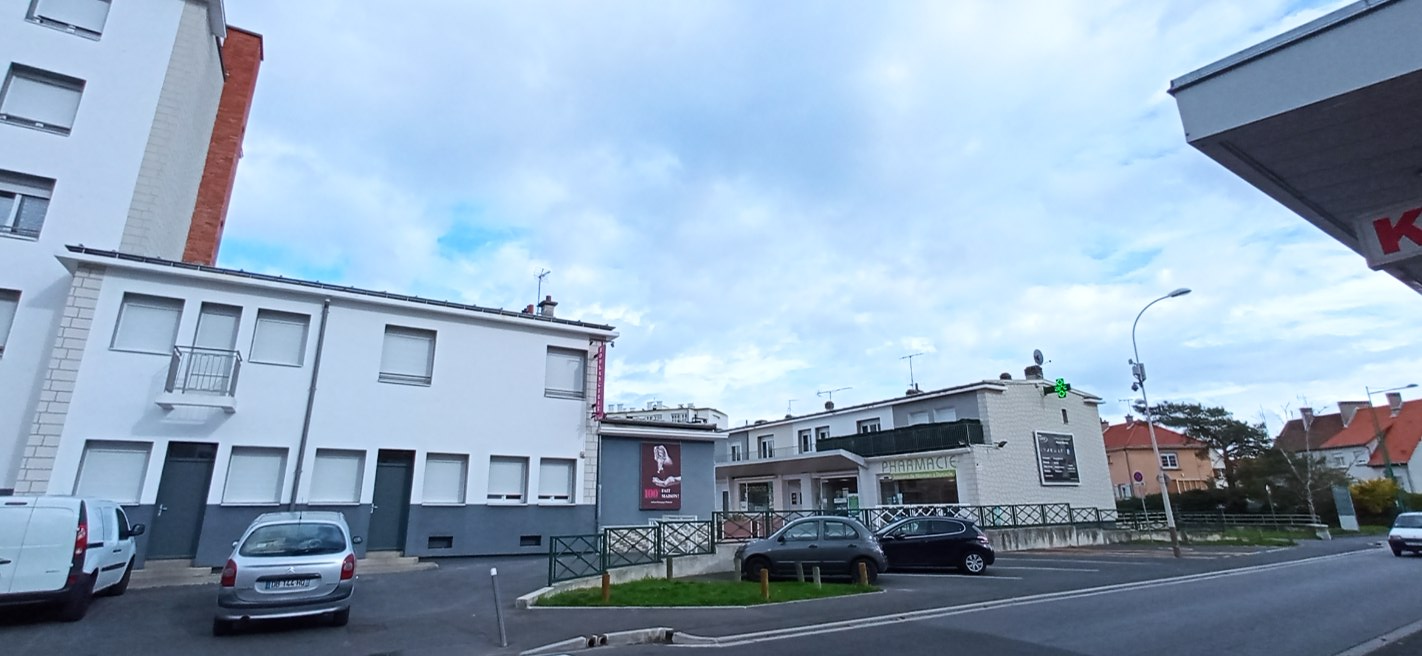
et au XXIe siècle.
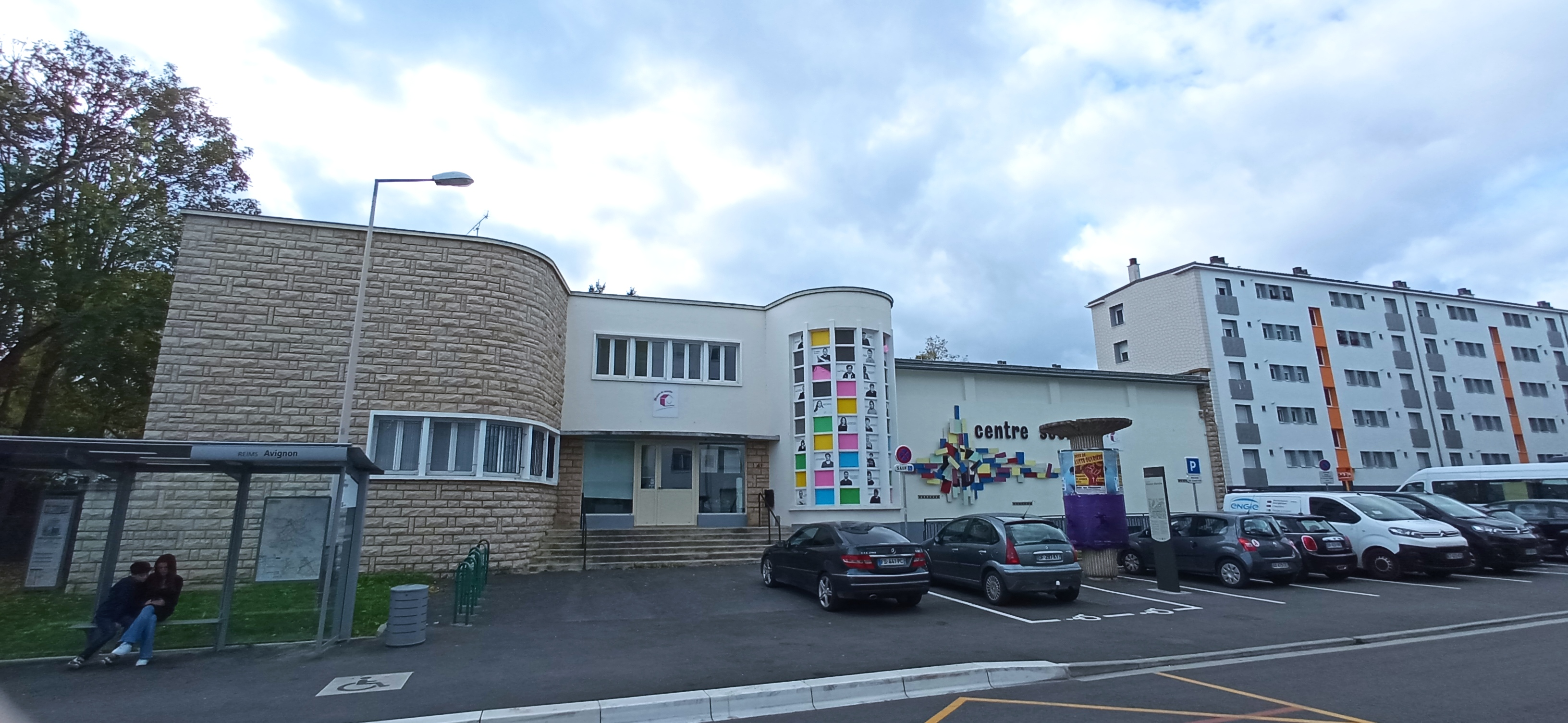
et la Maison de quartier.

### Sainte-Anne

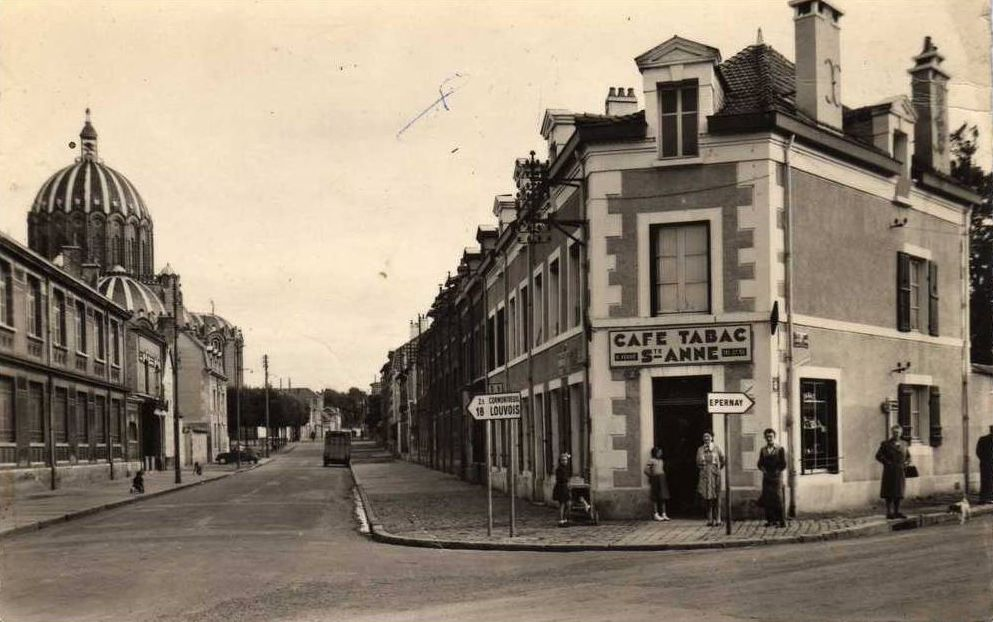
Commerce et rue de Louvois dans les années 1930. Au fond à gauche, la basilique Sainte-Clotilde.

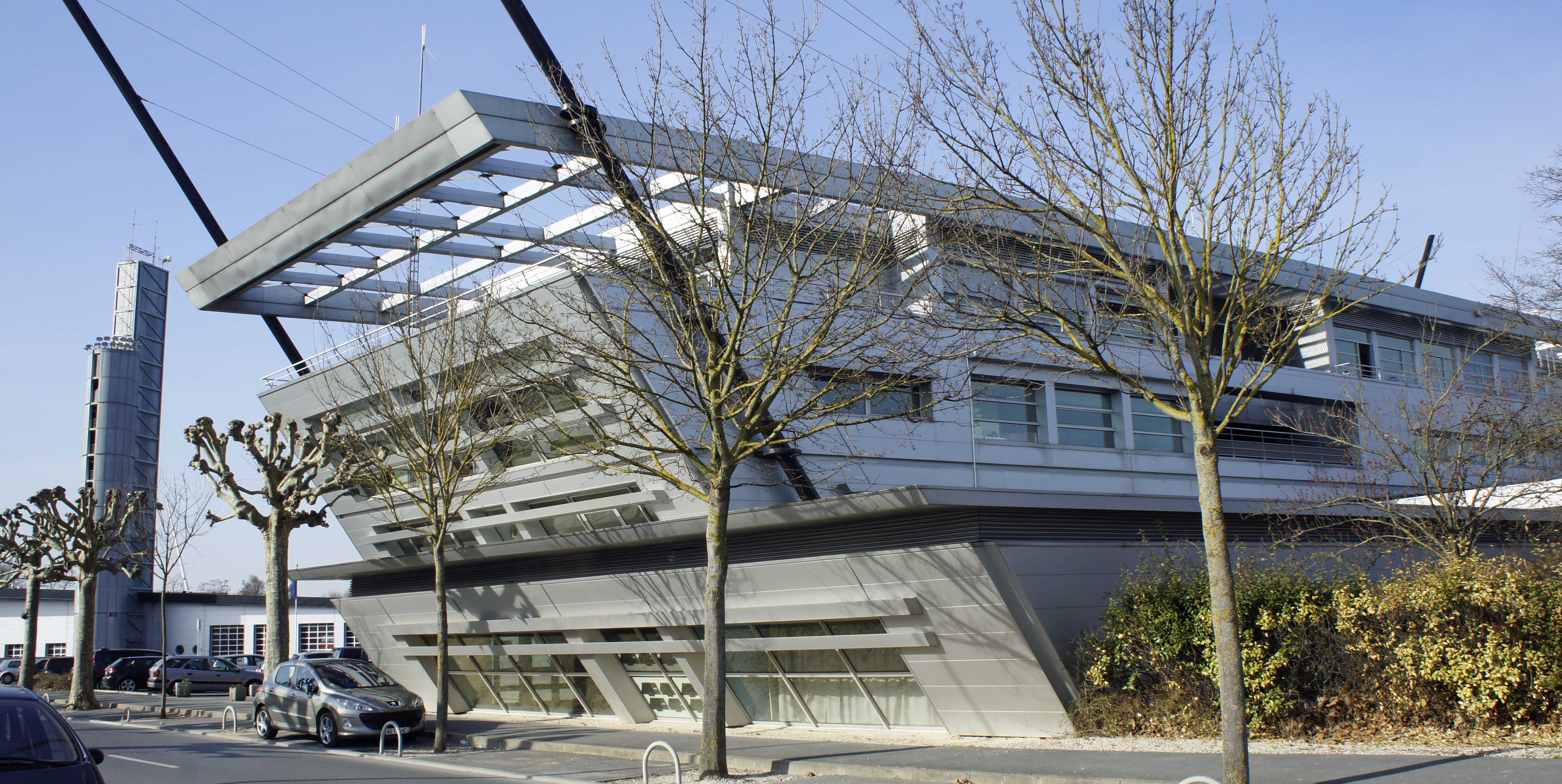
La caserne de pompiers Marchandeau.

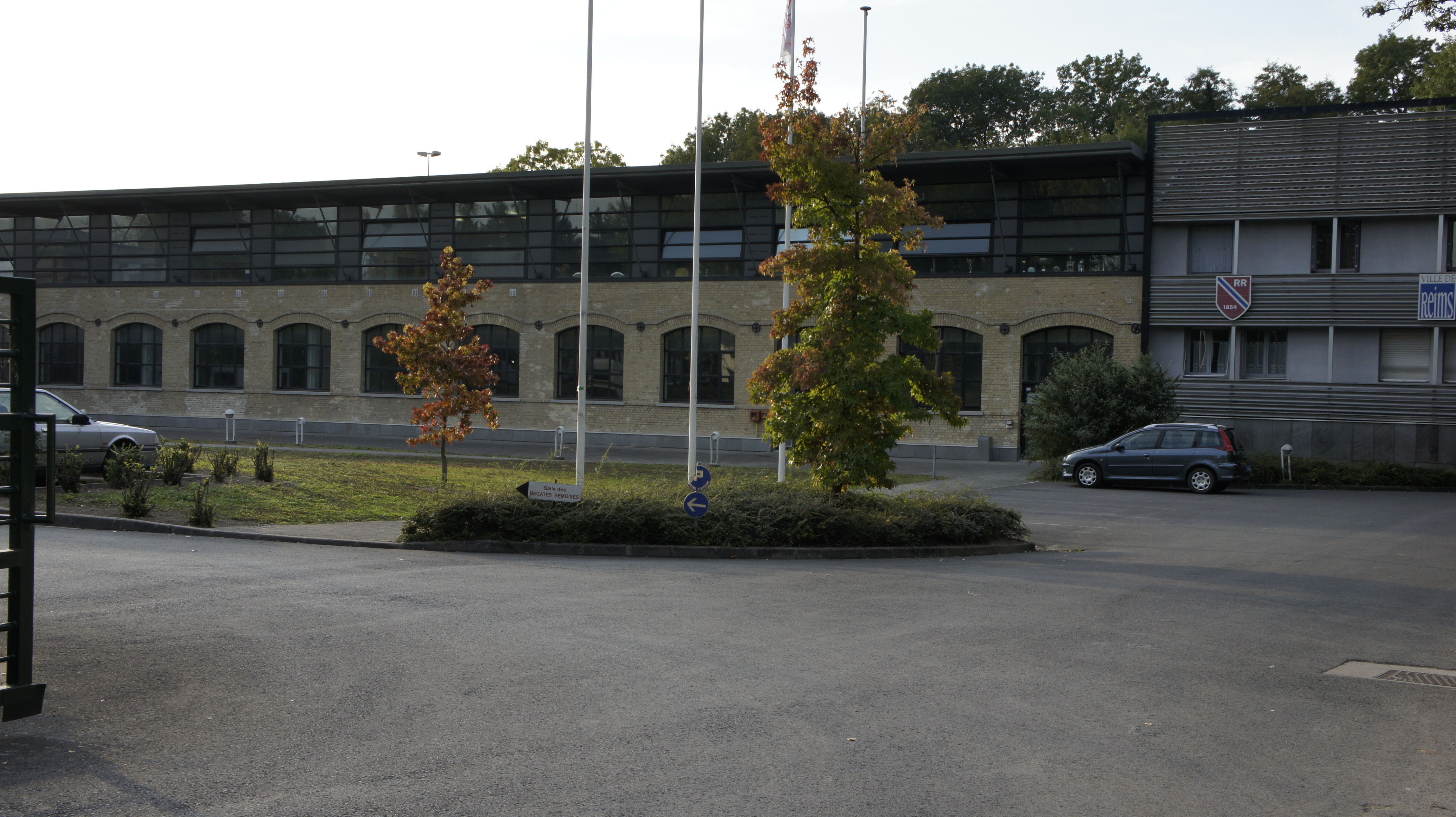
Le club d'aviron des Régates rémoises, fondé en 1854.

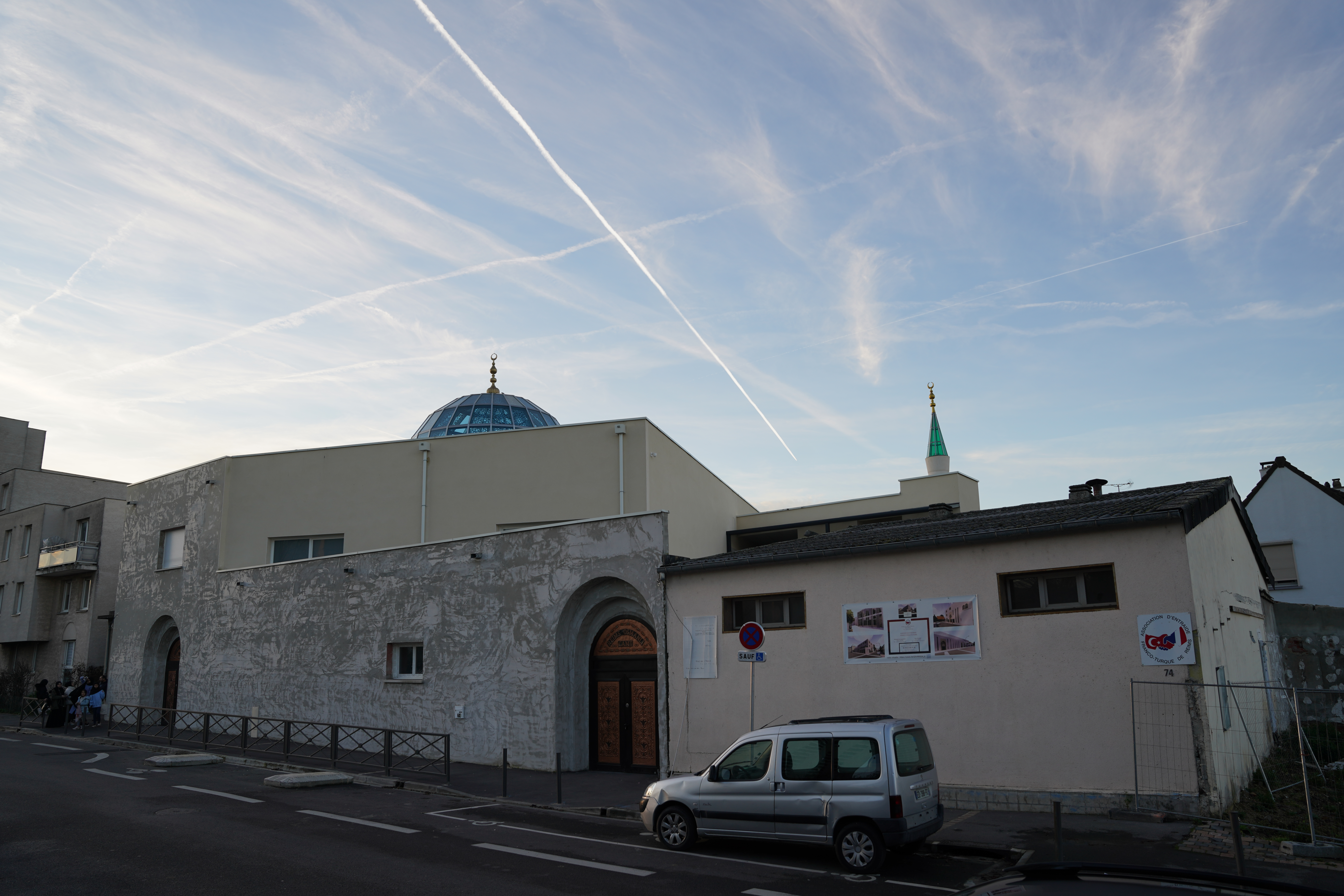
La mosquée osmanli camii Rue de la Maison-Blanche.

Sainte-Anne est le plus ancien des 3 quartiers, il est également appelé Faubourg Ste-Anne (une grande partie du quartier actuel s'est appelée Faubourg Fléchambault jusqu'au début du 20e siècle).
Le quartier se constitue surtout d'habitations bâties lors de la reconstruction de Reims, dans les années 1920 et 1930, ainsi que d'immeubles HLM (cités Claudel, Canterbury, etc.) et de plusieurs résidences construites dans les années 2000 et 2010.
Historiquement, le faubourg Sainte-Anne est un quartier populaire, majoritairement peuplé d'ouvriers et de maraîchers. Le quartier abritait notamment une filature (en bord de Vesle), un moulin, une blanchisserie, de vastes jardins maraîchers... Il abritait également un important dispensaire (dans l'actuelle rue de Louvois).
C'est aujourd'hui un quartier mixte où se mêlent différentes classes sociales, surtout moyennes et ouvrières.
Le quartier Sainte-Anne fait la jonction entre les quartiers Saint-Remi et Wilson. Il est également limitrophe des quartiers Courlancy et Châtillons, ainsi que de la commune de Cormontreuil.
Le centre historique, géographique et commerçant du quartier est la Place Sainte-Anne et, non loin d'elle, la Basilique Sainte-Clotilde sert souvent de repère ou de symbole aux visiteurs et habitants du quartier.
Le quartier possède une école élémentaire, l'école Louvois, ainsi qu'une école maternelle, l'école Clovis Chézel. Les collèges publics les plus proches sont Paul Fort (Châtillons) et Saint-Remi.
À la lisière du quartier, rue de Courlancy, se trouve un très important groupe scolaire privé catholique appartenant au  réseau lasallien, le Pensionnat du Sacré-Cœur, qui accueille plus de 1500 élèves de la maternelle au lycée.
En 2014 fut inaugurée à Sainte-Anne la Grande mosquée de Reims, qui est alors la plus grande mosquée de France avec la capacité d'accueillir 3000 fidèles (2000 hommes et 1000 femmes).
En lisière du quartier Sainte-Anne se trouvent également, le parc de la Cerisaie), la caserne de pompiers Marcheandeau (chaussée Bocquaine), la crèche Subé (rue de Courlancy), le lycée Marc Chagall (chaussée Saint-Martin) et le club d'aviron des Régates rémoises (installé dans une ancienne teinturerie des bords de Vesle), fondé en 1854 qui à fusionner avec le Cercle nautique rémois pour former le Cercle nautique des régates rémoises.
Sainte-Anne accueille le dimanche matin, rue de Louvois, le plus important et populaire marché de Reims, connu pour ses marchands primeurs, ses stands alimentaires du monde entier et ses nombreux camelots.

### Wilson

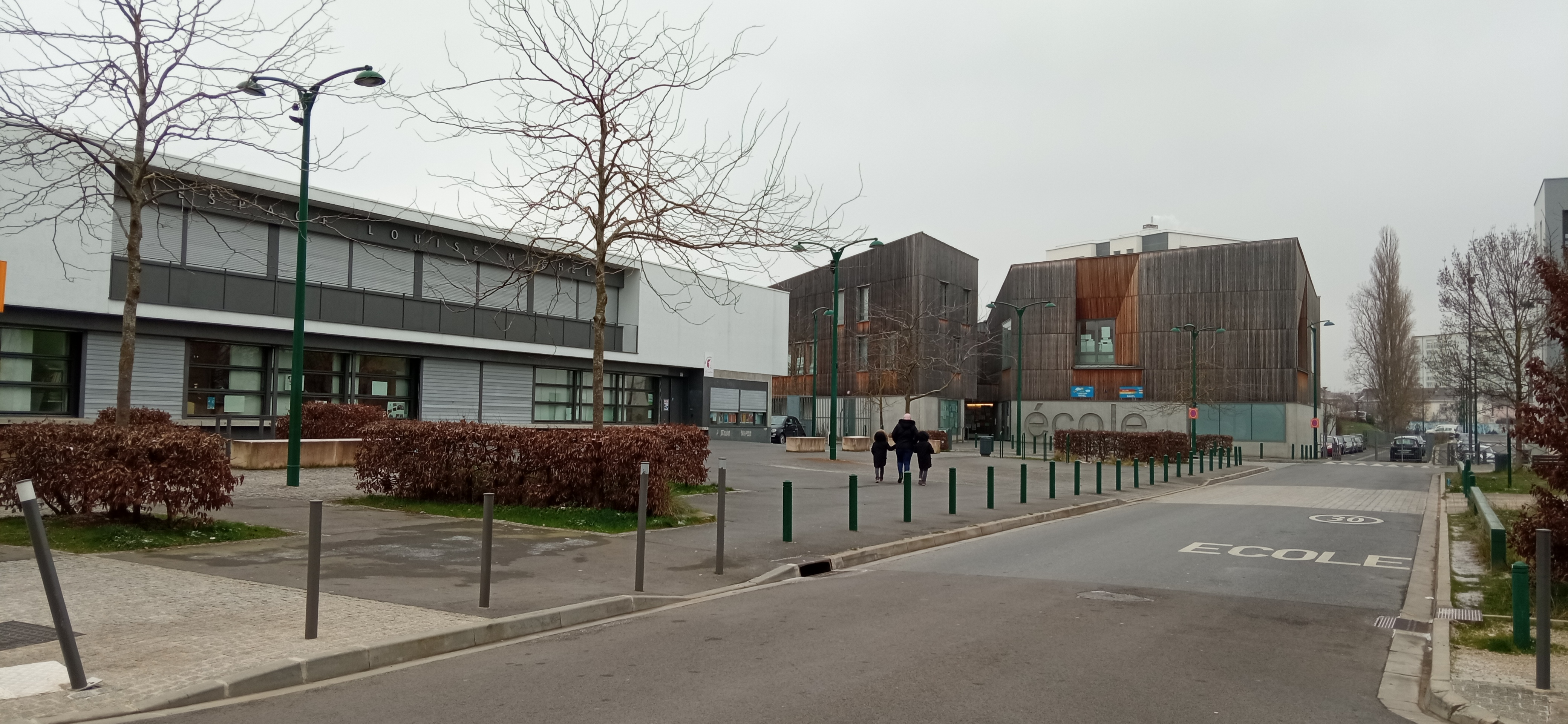
Groupe scolaire Ravel et salle municipale.

L'origine du nom est le boulevard du Président Thomas Woodrow Wilson, dénommé en 1925, qui visita Reims, le 26 janvier 1919.
Les quartiers Wilson et Barthou constituent les premiers quartiers d'habitation périphérique de Reims, de l'après-guerre (1958-1959), constitués des premiers grands ensembles collectifs et la multiplication des logements sociaux. Il est composé de quatre sous-secteurs, les rues portent des noms de musiciens :
- SIR I (Espace Brassens)
- SIR II (Espace Wilson Sainte-Anne) et la Case Fayère (Espace Claudel)
- ZAC de la Bonne Femme, réalisée par le Foyer Rémois à partir de 1987
- Secteur d'habitat individuel plus ancien

Bien qu’il soit composé de secteurs différents, le quartier Wilson est bien identifié. Ses délimitations sont franches au Sud-Ouest avec la voie SNCF, au Nord-Ouest avec le Boulevard Franchet d'Esperey et au Nord-Est avec le Boulevard Wilson.
Le premier supermarché de la région ouvre à Reims en décembre 1959. C’est l’Express-Marché de la place Mozart, dans le quartier Wilson. Pourtant, c’est plutôt le Radar de l’avenue Wilson, ouvert en 1968, qui est resté dans les mémoires.
À Reims, c’est par le quartier Wilson qu’a commencé un programme de rénovation urbaine. Au cours du dernier trimestre 2005, les immeubles rue JS. Bach, rue C.Gounod, les maisons du Bd Wilson, la tour Berlioz ont été démolis. ce programme veut donner la priorité à l’ouverture du quartier sur la ville avec le prolongement de l’axe Marchandeau. La construction de logements individuels et collectifs, la réalisation d’équipements comme le groupe scolaire Ravel et la Maison de quartier qui devrait redynamiser tout un secteur.

## Loisirs & lieux d'intérêt

### Monuments

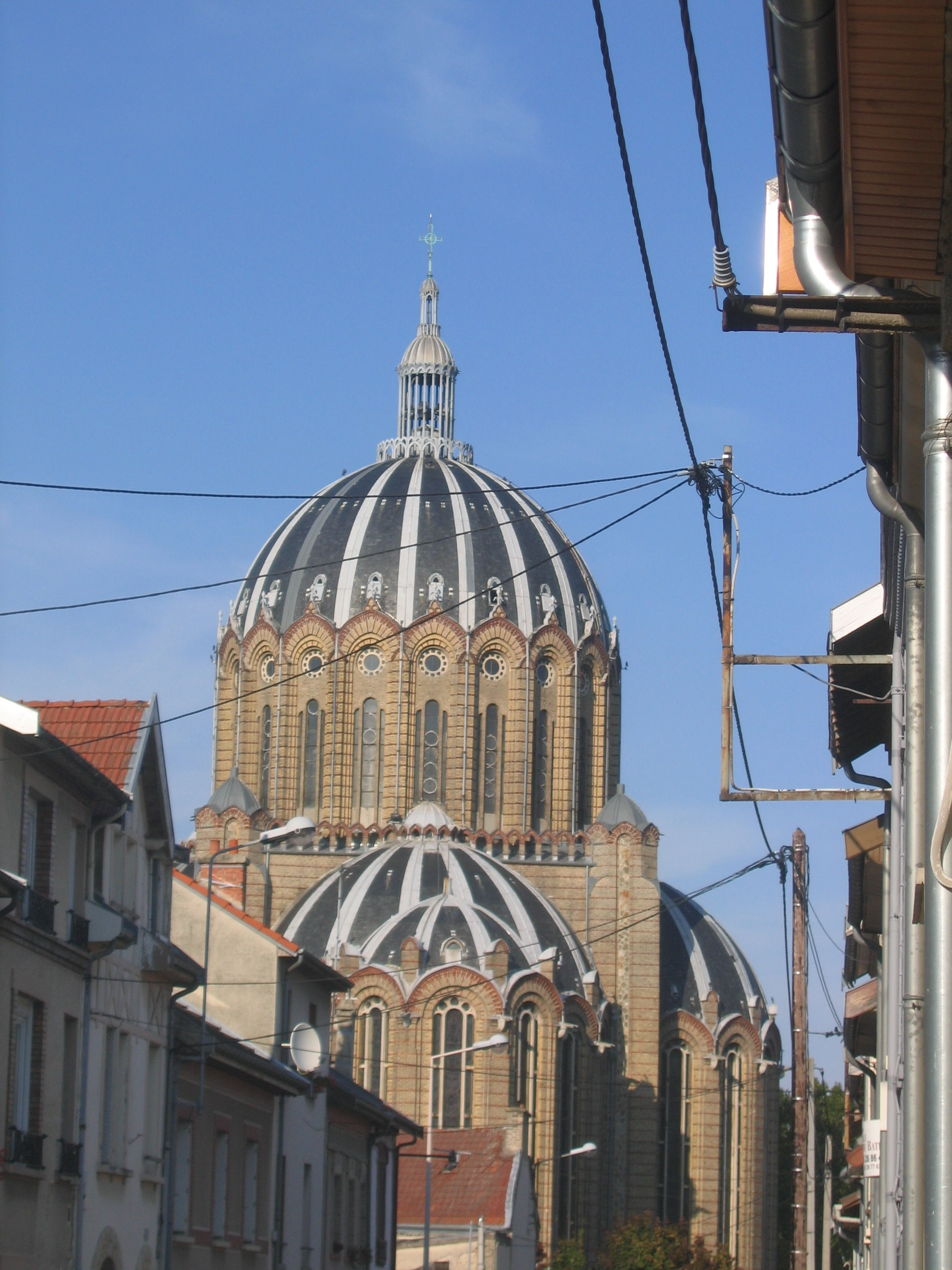
Basilique Ste Clotilde vue de la rue de la Briqueterie

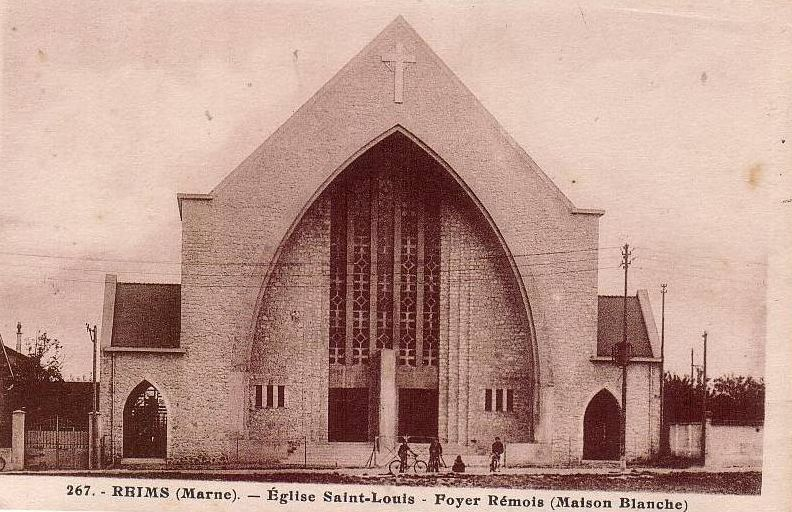
Église Saint-Louis, 1930

- Basilique Sainte-Clotilde, dans le quartier Sainte-Anne. Elle a été édifiée par l'architecte Alphonse Gosset, à la demande de l'archevêque de Reims Benoît Langénieux. Prévue pour célébrer le 14e centenaire du baptême de Clovis, la première pierre a été posée en 1898. Elle est restée inachevée en 1905. Son style est néo-byzantin.
- Église Saint-Louis, une chapelle souvenir est consacrée à la mémoire du Cardinal Luçon, à l'intérieur de l'église.
Afin d’élever un monument à la mémoire du Cardinal Luçon, très aimé de la population parce qu'il a accompagné les Rémois pendant le martyre de leur ville durant la Première Guerre mondiale, le comité, formé par le comte Bertrand de Mun, fit ériger, avec les fonds recueillis, en 1931 cette église pour réaliser l’un des derniers vœux du cardinal qui souhaitait faire édifier une chapelle dans le nouveau quartier de la Maison-Blanche et aussi pour pallier l’absence de chapelle dans l’immense hôpital Maison-Blanche. Le clocher ne fut jamais réalisé car les fonds ont servi à la construction du dispensaire qui fut construit en face de l’église. Le Chanoine Camus (1893-1940)[note 2] fut le premier curé de la paroisse Saint-Louis pendant 8 ans. La rue, en face de l'église, porte son nom.
- La chaise au plafond : Le 14 septembre 1914, durant les bombardements, une chaise fut projetée en l’air, s’encastra dans le plafond et y demeura. C'est depuis longtemps un important bureau de tabac/marchand de presse, proche de l'hôpital américain et du château d'eau de Croix-Rouge à la lisière du quartier Maison-Blanche.

## Services publics

### Enfance & Enseignement
- Groupe scolaire Maison Blanche I : multi-accueil de la petite enfance
- Groupe Scolaire Avranches (ex Dunkerque ou Maison-Blanche II)
- Groupe scolaire Louvois (élémentaire + maternelle Clovis Chezel)
- Groupe scolaire Ravel-Franchet d'Esperey

### Santé & Sécurité
Le groupe hospitalier qui comprend l'hôpital Robert Debré, l'hôpital Maison Blanche de l'architecte Hippolyte Portevin (inauguré en 1935 par Albert Lebrun) et l'Hôpital américain (American Memorial Hospital) est situé sur le territoire du quartier. Il est l'héritier de l'Hôtel Dieu qui se trouvait à côté de la cathédrale, tenu par des sœurs, puis déplacé après la Révolution dans les locaux de l'abbaye saint-Remi de Reims. Les bâtiments étant brûlés par la Première Guerre mondiale, les nouveaux locaux furent construits à Maison-Blanche.

#### L'hôpital américain

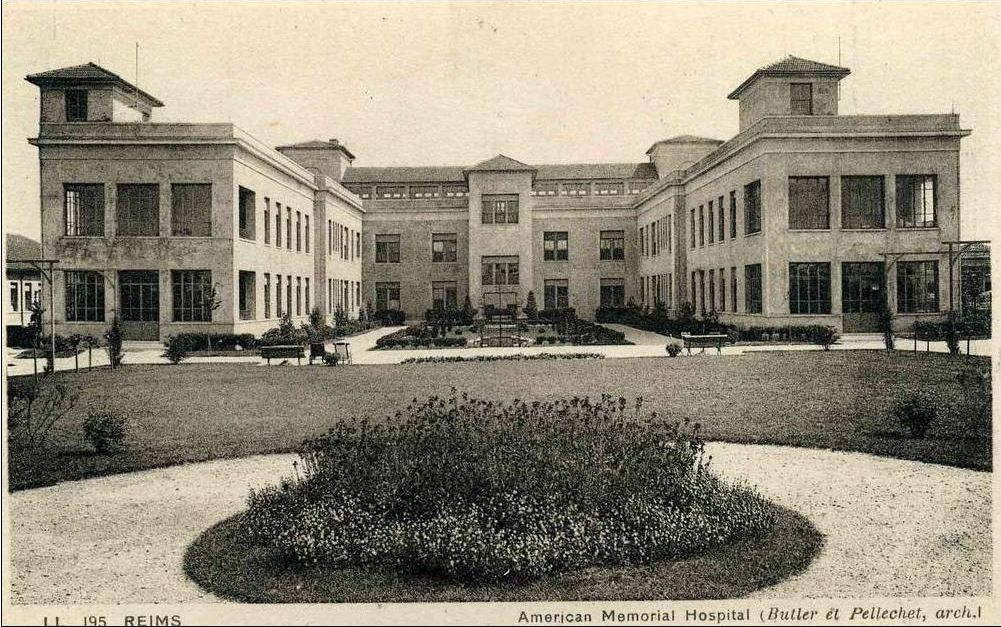
Hôpital américain, 1927.

- L'American Memorial Hospital[4] : est un hôpital pour enfants à la mémoire des soldats américains. La fondation de l’American Memorial Hospital a fait appel à la solidarité des grandes familles de la côte est. Il est présidé depuis Boston par la mécène Edith Bangs. En avril 1919, Marie-Louise Lefort, médecin d’origine française, prend le relais et s’installe à Reims. En septembre 1919, le docteur Langlet, maire de Reims, fait part du souhait du comité américain d’ériger un American Memorial Hospital.

Madame Joseph Krug assure le lien avec le comité. Les souscriptions recueillies sont considérables : 200 000 dollars pour la construction, 6 000 dollars par lit. Le projet en prévoit une centaine, chacun étant parrainé par la famille d’un soldat américain tombé en France. La seule obligation de la Ville de Reims est de fournir un terrain et le choix d’un site approprié mérite réflexion : il faut de l’air, de la lumière, de la verdure, un cadre reposant loin de tout voisinage et un accès facilitant le brancardement. Le désir de regrouper l’ensemble des hospices de Reims fait pencher la balance en faveur du site de Maison Blanche. Les plans ont été confiés à l’architecte Charles Butler, assisté par un condisciple parisien, Auguste Pellechet. À Reims, son projet est prévu pour communiquer avec les galeries du futur hôpital Maison Blanche. La réalisation de fresques a été confiée au peintre franco-américain Robert La Montagne Saint-Hubert, classées Monument historique. Le 30 avril 1925, c’est la remise officielle du bâtiment à la ville. Miss Bangs, présidente du comité, l’ambassadeur Myron T Herrick, le Général Gouraud, Charles Roche, nouveau maire de Reims, entourent le docteur Lefort et son équipe. À la Libération, l’American Memorial Hospital héberge blessés et malades de l’US-Army jusqu’en mars 1946.

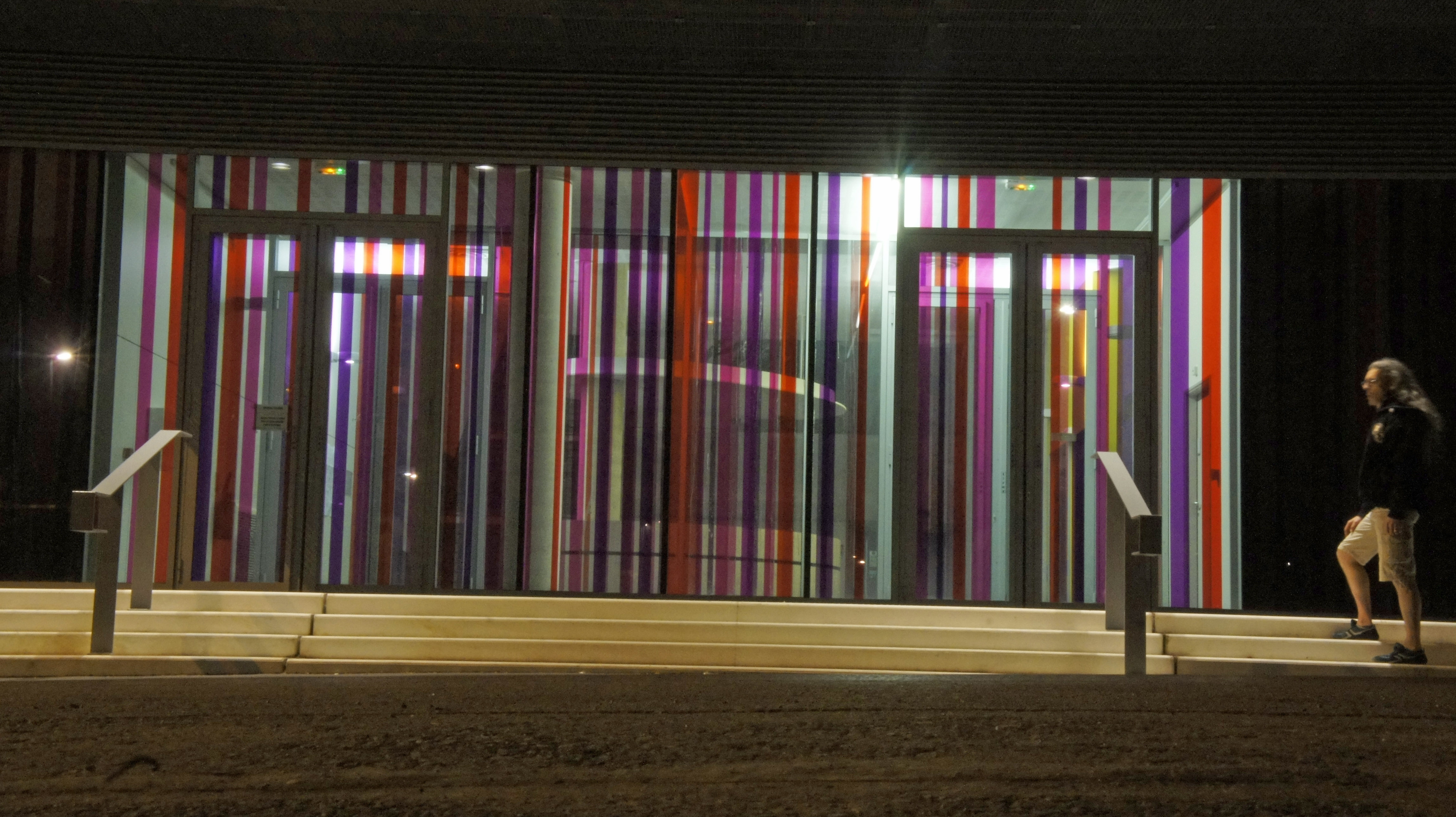
la nouvelle entrée de l'hôpital américain.

Hale Sturges est l'actuelle présidente et Henri Krug, l'actuel président de l’association “Les Amis de l’Hôpital Américain”, assure le lien entre les donateurs d’outre-Atlantique et les médecins de l’hôpital Américain

#### L'hôpital civil Maison-Blanche

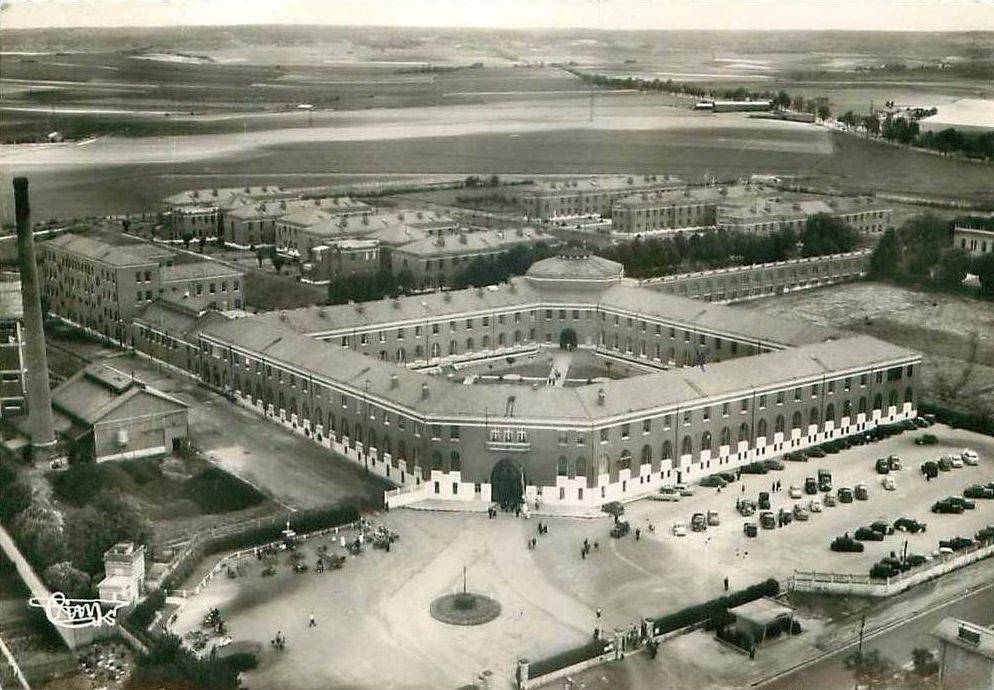
Hôpital Maison-Blanche

- L'Hôpital civil Maison-Blanche, situé au 45 rue Cognac-Jay, fut construit dans les années trente, avec les dommages de guerre. Sa construction est décidée le 8 juillet 1920. Les travaux furent adjugés le 10 août 1927 et confiés à Hippolyte et Marcel Portevin. Édouard Redont, créateur du parc Pommery, réalisa les espaces verts. Il fut inauguré en 1935 par Albert Lebrun. Ses constructions pavillonnaires en briques rouges sont caractéristiques.

#### Institut Jean-Godinot
L'institut Godinot de lutte contre le cancer rue Koenig.

## Économie

### Entreprises notables et parcs d'activités
La plus grosse entreprise de Reims est le CHU de Reims avec les hôpitaux Maison-Blanche et Robert Debré

## Desserte

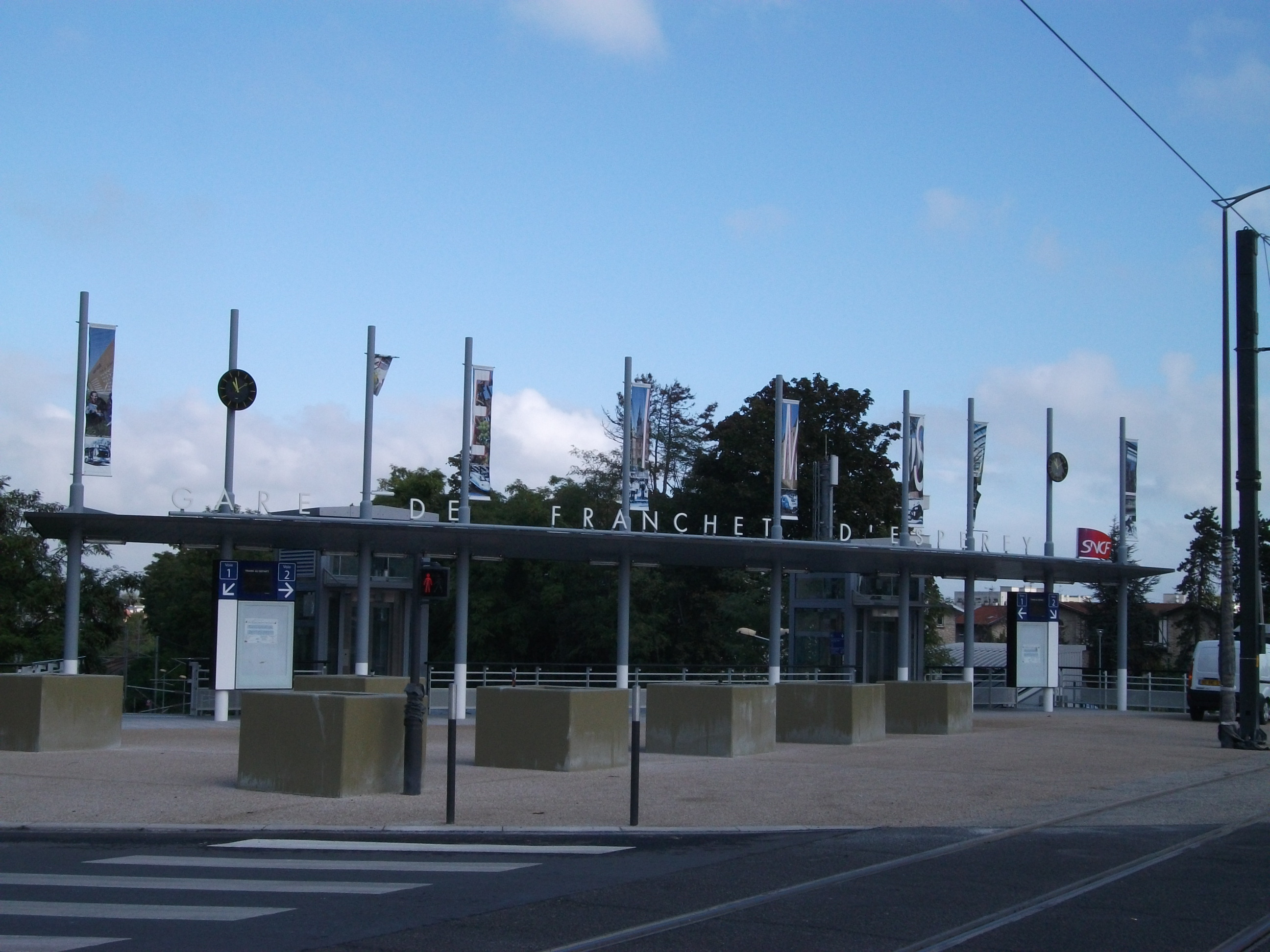
Halte ferroviaire Franchet d’Esperey

Il est desservi par les lignes du tramway A et B et les lignes de bus 4 , 7 ,11 et 40 du réseau Citura.

## Personnalités liées au quartier

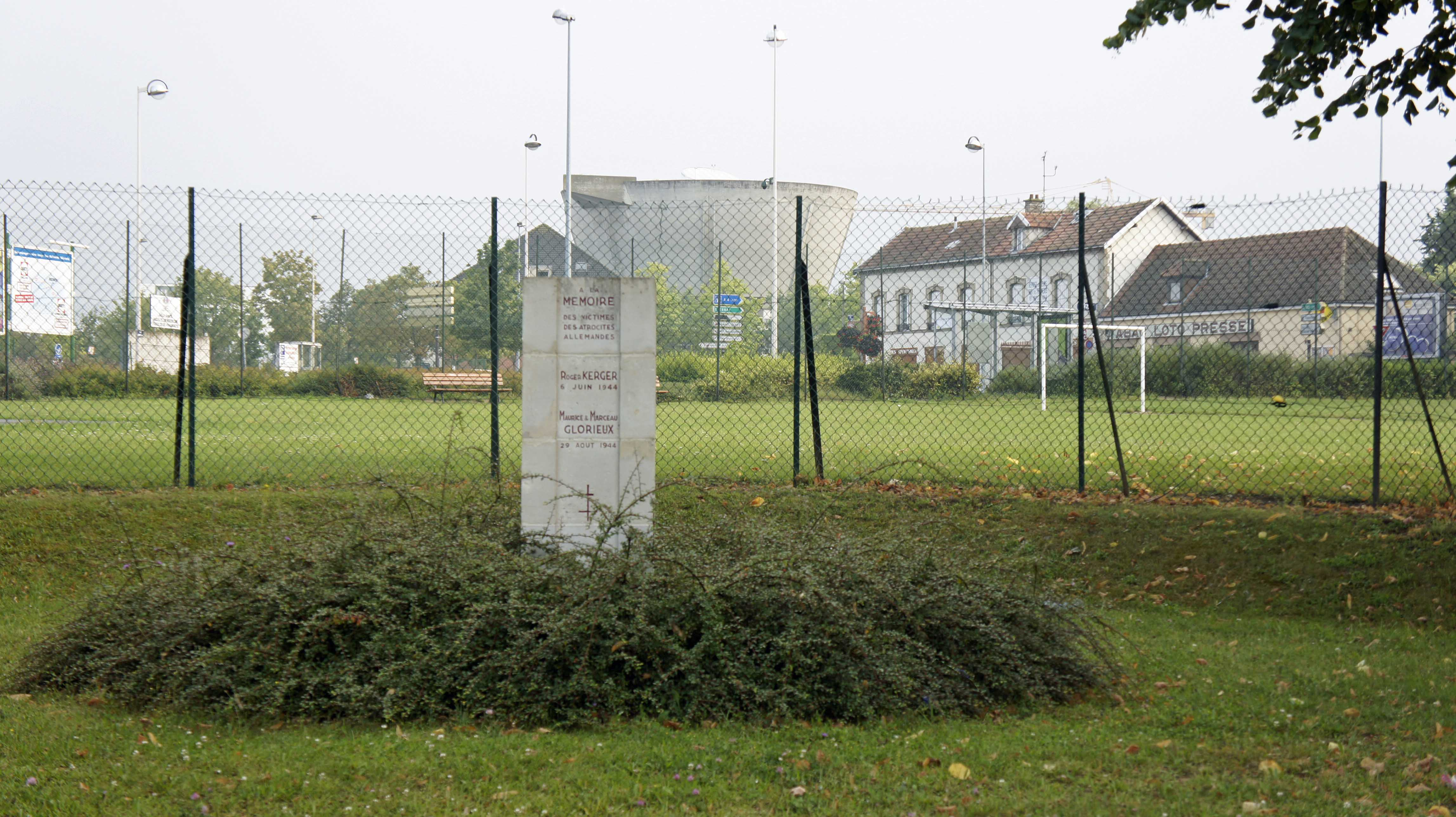
à la mémoire des victimes des atrocités allemandes Roger Kerger 6 juin 1944 Maurice & Marceau Glorieux 29 août 1944, Avenue du 18 Juin 1940.

- Narcisse Brunette, par la rue éponyme.
- Jackie Berroyer (1946-), comédien, a grandi dans le quartier Maison-Blanche.
- Robert Gallois (1943-), boxeur, habitait avenue d'Épernay, juste derrière le « bloc » où Paul Roux vivait.
- Paul Roux, (1933-2016), boxeur.
- Louis Lochet, (1914-2002), prêtre catholique, curé de la paroisse  Saint-Louis, de 1950 à 1960[6].